# Elochelys
Elochelys ('moerasschildpad') is een geslacht van uitgestorven pleurodire schildpadden dat werd ontdekt in het Campanien (Laat-Krijt) van het Fuveau Basin in Frankrijk. Het geslacht bestaat tegenwoordig uitsluitend uit de typesoort Elochelys perfecta, hoewel een derde soort Elochelys covenarum werd toegewezen aan het geslacht Iberoccitanemys.

## Naamgeving
Elochelys werd ontdekt in de regio Fuveau in Frankrijk en is uitsluitend bekend van pantserschilden. Het holotype werd in 1931 beschreven door baron Franz Nopcsa von Felső-Szilvás. De typesoort is Elochelys perfecta. Nopcsa gaf geen etymologie maar de geslachtsnaam zou in het Grieks 'moerasschildpad' betekenen en de soortaanduiding in het Latijn 'de volmaakte'. De soort was gebaseerd op twee exemplaren die in de collecties van Parijs aanwezig bleken, het holotype MHNM 1982-852, een schild gevonden door Gérin-Ricard, en het toegewezen specimen MHNM 1982-851, het voorste deel van een schild gevonden door Matheron. Honderden exemplaren zijn later aan de soort toegewezen. Noppcsa benoemde in 1931 ook een Elochelys major; deze werd in 1977 door France de Lapparent de Broin een jonger synoniem geacht van Polysternon provinciale.
Een tweede soort Elochelys covenarum, verwijzend naar de Gallische stam van de Covenes, werd in 2002 beschreven door Laurent, Yong en Claude, maar werd later het nieuwe geslacht Iberoccitanemys.

## Beschrijving
In 2006 werden verschillende onderscheidende kenmerken vastgesteld ten opzichte van Iberoccitanemys. Het schild is kleiner. De nekplaat heeft een langere voorrand. Het eerste periferale heeft een langere achterrand. Een suprapygale ontbreekt. Het eerste marginale is breder dan lang. Het eerste vertebrale is smaller dan het tweede, met vrijwel evenwijdige zijranden. Het tweede en derde vertebrale zijn breder dan lang. Het plastron is breed met afgeronde voorranden. Het intergulare is achteraan smaller.

## Fylogenie
Elochelys is in de Polysternina geplaatst.